# 厄克特城堡
厄克特城堡（英語：Urquhart Castle，i/ˈɜːrkərt/）是蘇格蘭尼斯湖湖畔的一座城堡。該城堡位於印威尼斯西南21公里（13英里）處，修建在中世紀要塞上。厄克特城堡修建於13世紀至16世紀，曾是蘇格蘭獨立戰爭的舞台之一。17世紀之後城堡被廢棄，現在是一個觀光景點。

## 外部連結
- 厄克特城堡 - site information from Historic Scotland
- aboutScotland - Urquhart Castle （页面存档备份，存于）